# Шкловское благородное училище
Шкловское благородное училище — учебное заведение, организованное С. Г. Зоричем в своём имении Шклов в 1778 году.

## История

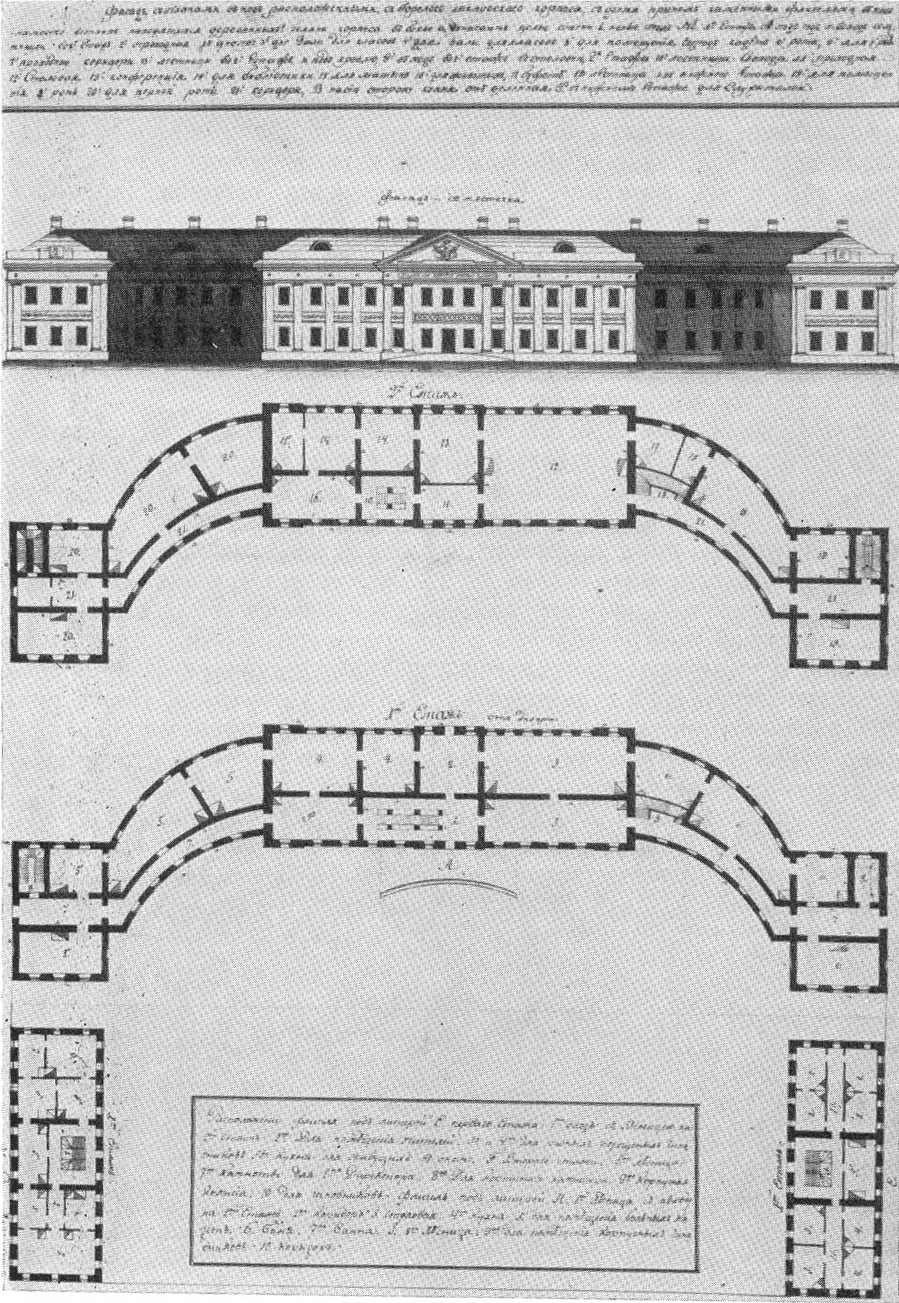
План здания в шклове

По удалении от двора один из фаворитов Екатерины II, Семён Гаврилович Зорич, после предпринятой им весной 1778 года заграничной поездки, в сентябре поселился в подаренном ему имении Шклов, в Оршанском повете Витебского воеводства. Празднуя в том же году день тезоименитства императрицы, 24 ноября 1778 года, он решил ознаменовать этот день «добрым делом, взяв к себе на воспитание двух бедных малолетних дворян, Георгия Кислякова и Василия Райковича». В следующие два года к ним добавились ещё по пяти воспитанников. В результате появилась потребность организации школы, которая была названа Шкловское благородное училище. В него принимались дети бедных дворян преимущественно из Могилёвской, Смоленской, Черниговской и других соседних губерний, но были также дети из Польши, Герцеговины, Черногории, Венгрии, Франции, Нидерландов, Швеции, Греции и Турции.
Заботясь о созданном им учебном заведении Зорич выписывал из-за границы преподавателей и надзирателей, тратя на них ежегодно до 2 тысяч рублей. В 1781 году он приобрёл в Петербурге для своего училища библиотеку за 8 тысяч рублей и ежегодно расходовал на её пополнение более 200 рублей. В разное время для училища были куплены зоологические коллекции, физические приборы, модели машин и другие учебные пособия. Наконец, Зорич передал училищу свою богатую картинную галерею, в которой были собраны оригиналы и копии с картин Рубенса, Теньера, Веронеза, Карло Дольчи и других известных мастеров.
Первоначально училище размещалось в небольшом флигеле, около дома Зорича; из-за увеличения числа учеников в 1793 году для училища был построен трёхэтажный каменный дом на правом берегу Днепра и два деревянных флигеля для лазарета и музыкальной команды, общей стоимостью 50 тысяч рублей. Однако всего через 6 лет это здание сгорело.
Число воспитанников росло очень быстро и в 1797 году достигло 252 человек. Возраст воспитанников при поступлении был самый различный: от 7-8-летних, до юношей 17-18 лет. За период с 1778 по 1800 годы в училище поступили 665 человек. Они делились на три разряда: полные пансионеры, полупансионеры и приходящие. С увеличением числа воспитанников в училище появилось разделение на 2 кавалерийских взвода (кирасирский и гусарский) и 2 пешие роты (гренадерская и егерская). В учебном отношении училище разделялось на пять классов — с годичным курсом в трёх младших классах, двухгодичным — в четвёртом и трёхгодичном — в пятом классе.
В первом выпуске, в 1785 году, было 7 человек, в следующем году — 15 выпускников, в 1787 году — 18 человек; Затем, вплоть до 1800 года, ежегодно выпускалось в среднем чуть более 30 воспитанников; многие выпускники производились в офицеры. По воспоминаниям выпускника училища Л. Н. Энгельгардта, «многие воспитанники выносили из училища большие сведения, особенно в математике».
Среди выпускников училища были: Василий Людвиг (1785), Иван и Пётр Каховские (1786), Кузмицкий (1786), Курош (1788), А. И. Маркевич (1788), Е. П. Люценко (1793), Я. В. Захаржевский (1799).
Директорами Шкловского благородного училища были: Альфонс де-Сальморан (1781—1783), граф Дебрион, премьер-майор К. И. Энакиев, подполковник И. А. Фливерк. В течение 17 лет законоучителем в училище был настоятель Шкловской успенской церкви Александр Старынкевич (отец Николая, Ивана и Соломона Старынкевичей).
После смерти С. Г. Зорича, 28 ноября 1799 года училище получило наименование Шкловского кадетского корпуса и перешло в подчинение белорусского губернатора П. И. Северина. Летом 1800 года кадетский корпус в числе 211 воспитанников был с новым названием Отделение кадетского корпуса Гродненского, переведён в Гродно и размещён во дворце польских королей. По ходатайству дворянства Смоленской губернии в начале 1807 года Гродненский кадетский корпус был перемещён в составе двух рот (79 комплектных кадет) в Смоленск и переименован в Смоленский кадетский корпус. По прибытии корпуса в Смоленск его начальник полковник Кетлер был произведён в генерал-майоры, а инспектором классов был назначен майор Мистрюков, который также преподавал алгебру, артиллерию и фортификацию. Кадеты оставались в училище до 18-19-летнего возраста и сначала производились в офицеры при выпуске, но в 1811 году из Смоленского корпуса впервые были отправлены в Петербург 13 кадет из числа выпускников «для обучения порядку военной службы» при 2-м кадетском корпусе. В 1812 году все кадеты, предназначенные для выпуска из Смоленского корпуса, были направлены в Дворянский полк при 2-м кадетском корпусе.
С началом Отечественной войны 1812 года 73 кадета Смоленского кадетского корпуса были эвакуированы в Тверь, затем, в августе — через Ярославль в Кострому. В 1812 году преемником Кетлера стал полковник Александр Кондратьевич Готовцев, которого в 1820 году сменил Пётр Сергеевич Ушаков. В Костроме корпус был размещён в «крайне неудобном» для учебного заведения деревянном доме губернского секретаря Сергеева и находился в нём до июля 1824 года, до перевода корпуса в Москву. В это время Готовцев занимался преобразованием корпуса в военное училище и ходатайствовал об открытии в нём гимназических классов. Принимались сюда малолетние дворяне на открывшиеся казённые вакансии уже через Совет о военных училищах, по личному повелению цесаревича, к которому родители и обращались с просьбами. Корпус состоял из одной роты из четырёх отделений, по 25 человек в каждой; соответственно, было четыре класса: первый и второй нижние; и первый и второй средние. Из второго среднего класса кадеты назначались офицерами в армейские полки и артиллерийские роты.
Переезд корпуса из Костромы в Москву начал планироваться в 1817 году. После переезда с 3 августа 1824 года учебное заведение стало именоваться Московским кадетским корпусом.